# ウズベキスタンの国旗
ウズベキスタンの国旗は、1991年11月18日に制定された。
上の空色の帯は、青天と純水の象徴である。この色は、かつてティムールも自軍の旗に選んでいる。白色は、平和と純粋さの象徴である。下の緑色は、天恵の自然の具現である。各色の間には赤色の細い帯が走り、生命力を象徴している。
上部の空色の帯状には、晴天・イスラム教国であることを象徴する三日月と12個の星が描かれている。三日月は、イスラムとウズベク人の伝統に基づいている。12個の星が選ばれたのは、太陽暦や十二宮など伝統に由来する。

カラカルパクスタン共和国の国旗

## 歴史的な旗

### ロシア支配前

?ヒヴァ・ハン国の旗(-1917)

### ロシア帝国

?1858年までの旗
? 1858年-1883年の旗
?1883年-1917年の旗
?1914-1917（非公式）

### ロシア革命後

?ヒヴァ・ハン国の旗(1917-1920)
?ホラズム人民ソビエト共和国の旗(1920-1923)
?ブハラ人民ソビエト共和国の旗 (1920-1924)
ウズベク・ソビエト社会主義共和国の旗 (1925-1927)
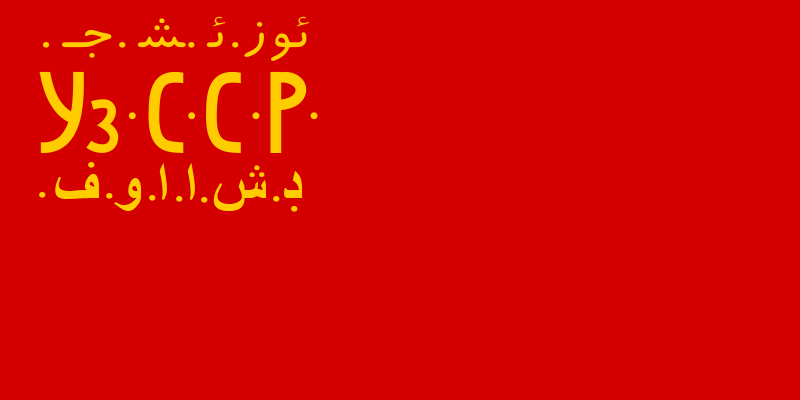
ウズベク・ソビエト社会主義共和国の旗 (1927-1929)
ウズベク・ソビエト社会主義共和国の旗 (1929-1931)
ウズベク・ソビエト社会主義共和国の旗 (1931-1934)
ウズベク・ソビエト社会主義共和国の旗 (1934-1935)
ウズベク・ソビエト社会主義共和国の旗 (1935-1937)
ウズベク・ソビエト社会主義共和国の旗 (1937-1941)
ウズベク・ソビエト社会主義共和国の旗 (1941-1952)
ウズベク・ソビエト社会主義共和国の旗 (1952-1991)
ウズベク・ソビエト社会主義共和国の旗、裏面 (1952-1991)

### 新国旗制定後

?現在の国旗（縦横比2:3の別タイプ）